# لوكاس ألامان
لوكاس إغناسيو ألامان إيسكلادا (بالإسبانية: Lucas Alamán)‏ (غواناخواتو، إسبانيا الجديدة، 18 أكتوبر 1792 - مدينة مكسيكو، المكسيك ، 2 يونيو 1853): هو عالم مكسيكي وسياسي محافظ ومؤرخ وكاتب. أُطلق عليه لقب «الرجعي المُحافظ في العهد الجديد ... الذي سعى إلى إنشاء حكومة مركزية قوية على أساس تحالف وثيق ما بين الجيش والكنيسة والشعب». كان ألامان «بلا شك الشخصية السياسية الفكرية المستقلة الرئيسية في المكسيك حتى وفاته في عام 1853».

## نائب ملك إسبانيا الجديدة
هاجر والد ألامان من نافار وجمع ثروة من عمله في التعدين. كان والد ألامان زوج والدته الثاني بعد وفاة زوجها الأول، العميد غابرييل دي أريشيديريتا. كان لدى ألامان أخ غير شقيق أكبر، خوان باوتيستا أريشيديريتا. شهدَ ألامان على غزو مدينة غواناخواتو خلال الثورة التي قام بها ميغيل إيدالغو إي كوستيا في عام 1810، إذ استولى غوغاء هنديون على مخزن حبوب المدينة (الهونديجا) وقتلوا أولئك الذين لجؤوا إلى الداخل وهو حدث كبير مؤثر في حياة ألامان، وقد كتب عنه لاحقًا في سيرة حياته. أثرت أيضًا هذه التجربة على إخلاصه مدى الحياة للسياسة المحافظة وحنينه للحكم الملكي للمكسيك. درس في الكلية الملكية في إسبانيا الجديدة. وكثيرًا ما سافر بصفته عالمًا ودبلوماسيًا، ليصبح واحدًا من أكثر الرجال المتعلمين في المكسيك.
في عام 1821، كان ألامان نائبًا في مجلس قادس (إسبانيا)، البرلمان الوطني الإسباني، لمقاطعة نويفا غاليسيا (وهي تضم اليوم خاليسكو، ناياريت، سونورا، سينالوا) في إسبانيا الجديدة.

## المكسيك المستقلة

### العشرينيات من القرن التاسع عشر
بعد حصول المكسيك على استقلالها عن إسبانيا في عام 1821، عاد ألامان إلى المكسيك وأصبح أحد أكثر السياسيين تأثيرًا في الدولة. كان مؤسسًا مشاركًا وعضوًا دائمًا في حزب المحافظين المكسيكي، ودافع باستمرار عن التنظيم المركزي للمكسيك. خدم ألامان تحت حكم المجلس العسكري الذي حكم المكسيك بعد سقوط إيتوربيد، من عام 1823 إلى عام 1825 في منصب وزير الداخلية والعلاقات الخارجية. نجح ألامان نتيجة منصبه في الوزارة في جذب العاصمة البريطانية إلى المكسيك.
كان جزءًا من مجموعة المحافظين الذين أطاحوا بالجنرال المتمرد المختلط العرق فيسنتي غيريرو، الذي جاء هو نفسه إلى السلطة عن طريق انقلاب في عام 1829. كان ألامان عضوًا في المجلس العسكري الذي حكم المكسيك فترة وجيزة في عام 1829 بعد خطة دي غالابا بهدف تثبيت المحافظ أناستازيو بوستامانتي رئيسًا. قُبضَ على غيريرو من قبل قبطان سفينة تجارية في يناير من عام 1831، وخضع لمحاكمة عسكرية، وأُعدمَ بعد ذلك بشهر.  رأى ألامان في إعدام غيريرو إنقاذًا للمكسيك من «التفكك».
ومع ذلك، اعتبر العديد من المكسيكيين غيريرو شهيدًا، وصنّفت صحيفة الليبرالية الفدرالية المكسيكية هذا الإعدام «إعدامًا قضائيًا».

### الثلاثينيات من القرن التاسع عشر
عاد ألامان إلى منصب وزير الداخلية والعلاقات الخارجية في 1830-1832 في ظل حكومة بوستامانتي. وبهذه الصفة، عيّن مانويل فيكتوريا حاكم ألتا كاليفورنيا في 8 مارس من عام 1830. ثم أنشأ بنك أفيو الوطني في أكتوبر من عام 1830، أول بنك في المكسيك، زوّد البلاد بالبنية التحتية المالية اللازمة لتحقيق اقتصاد مزدهر. ومن خلال بنك الاستثمار الحكومي هذا، خطط ألامان لإحياء صناعة النسيج، التي استقرت وازدهرت في بويبلا وفيراكروز حتى عندما لم يكن ألامان جزءًا من الحكومة.
تقاعد ألامان من عمله في السياسة بعد كارثة استقلال تكساس عن المكسيك في عام 1836، على الرغم من أنه استمر في الترويج لما اعتبره مصالح البلاد من خلال عمله مدير مجلس التنمية الصناعية من عام 1839 حتى وفاته في عام 1853.

## روابط خارجية
- لوكاس ألامان على موقع الموسوعة البريطانية (الإنجليزية)